# Olpogastra lugubris
Olpogastra lugubris är en trollsländeart som först beskrevs av Ehrenberg in Karsch 1895.  Olpogastra lugubris ingår i släktet Olpogastra och familjen segeltrollsländor. IUCN kategoriserar arten globalt som livskraftig. Inga underarter finns listade i Catalogue of Life.